# Blauet nan de Manus
El blauet nan de Manus (Ceyx dispar) és una espècie d'ocell de la família dels alcedínids (Alcedinidae) que habita les Illes de l'Almirallat, a les Bismarck.